# Xanthippos (Stratege)
Xanthippos (altgriechisch Ξάνθιππος) war ein im Jahr 246/245 v. Chr. auftretender Feldherr der hellenistischen Ptolemäerdynastie in Ägypten.
Zu Beginn des dritten syrischen Krieges im Jahr 246 v. Chr. marschierte König Ptolemaios III. bis nach Syrien vor, die Kernregion des mit ihm verfeindeten Seleukidenreichs, wo er die Belagerung von Seleukeia am Euphrat (Zeugma) aufnahm. Eine Revolte in Ägypten zwang ihn allerdings im Frühjahr 245 v. Chr. zur persönlichen Rückkehr nach Alexandria. Vor Seleukeia ließ er seinen Feldherrn Xanthippos zurück, den er zu seinem Statthalter allen Landes jenseits des Euphrats ernannte, also hauptsächlich von Mesopotamien.
Aller Wahrscheinlichkeit nach war Xanthippos mit einer Person identisch, die in diesem historischen Kontext als „angesehener Fürst“ des Ptolemaios III. in einer zu den babylonischen Chroniken gehörenden Keilschrifttafel genannt wird. Am 18. Januar 245 v. Chr. zog er an der Spitze eines Heeres von Seleukeia am Euphrat kommend in Babylon ein und am 20. Januar okkupierte er den Tempel des Marduk, den Esaĝila, wo er nach griechischem Ritus eine Opferhandlung vollzog. Anschließend nahm er den Kampf um den Königspalast auf, der noch von seleukidischen Truppen gehalten wurde. Einen Ausfall dieser konnte er zurückschlagen, wie er auch am 6. Februar ein seleukidisches Entsatzheer unter der Führung des Seleukos besiegte, das von Seleukeia am Euphrat nach Babylon gezogen war.
Trotz dieser Siege konnte Xanthippos Babylon nicht vollständig einnehmen und musste die Stadt noch im selben Jahr wieder aufgeben. Unter welchen Umständen dies geschah, ist nicht überliefert. Am 22. Tag im dritten Monat des Jahres 67 nach seleukidischer Zeitrechnung (11. Juli 245 v. Chr.) wird erstmals wieder Seleukos II. inschriftlich als Herr der Stadt genannt.